# Championnat de France de football 2014-2015
Navigation
Ligue 1 2013-2014 Ligue 1 2015-2016
La saison 2014-2015 de Ligue 1 est la 77e édition du championnat de France de football et la treizième sous l'appellation « Ligue 1 ». Elle voit le retour en première division de deux clubs historiques du football français, le FC Metz et le RC Lens, et aussi d'un club sporadiquement présent dans l'élite, le SM Caen.
La saison débute le vendredi 8 août 2014 et se termine le samedi 23 mai 2015. La trêve hivernale a lieu du lundi 22 décembre 2014 au vendredi 2 janvier 2015.
Elle voit le Paris Saint-Germain être sacré champion pour la troisième année consécutive et la cinquième fois de son histoire.

## Participants
| \| Paris Saint-Germain AS Monaco FC Lille OSC RC Lens AS Saint-Étienne Olympique lyonnais Olympique de Marseille FC Girondins de Bordeaux FC Lorient Toulouse FC SC Bastia Stade de Reims Stade rennais FC FC Nantes 0Évian TG Montpellier HSC EA Guingamp OGC Nice FC Metz SM Caen \| Localisation des clubs engagés dans le championnat. |
| Paris Saint-Germain AS Monaco FC Lille OSC RC Lens AS Saint-Étienne Olympique lyonnais Olympique de Marseille FC Girondins de Bordeaux FC Lorient Toulouse FC SC Bastia Stade de Reims Stade rennais FC FC Nantes 0Évian TG Montpellier HSC EA Guingamp OGC Nice FC Metz SM Caen                                                           |

Les 17 premiers du Championnat de France de football 2013-2014 ainsi que les trois premiers de la Ligue 2 2013-2014 participent à la compétition.
Légende des couleurs
- Phase de groupes de la Ligue des champions 2014-2015
- Troisième tour de qualification de la Ligue des champions 2014-2015
- Phase de groupes de la Ligue Europa 2014-2015
- Barrages de la Ligue Europa 2014-2015
- Troisième tour de qualification de la Ligue Europa 2014-2015
- Promu de Ligue 2 2013-2014

| Club                     | Dernière montée | Budget en M€,          | Classement 2013-2014 | Entraîneur                        | Depuis    | Stade                        | Capacité théorique | Nombre de saisons en Ligue 1 |
| ------------------------ | --------------- | ---------------------- | -------------------- | --------------------------------- | --------- | ---------------------------- | ------------------ | ---------------------------- |
| Paris Saint Germain      | 1974            | 400                    | 1                    | Laurent Blanc                     | 2013      | Parc des Princes             | 48 527             | 41                           |
| AS Monaco FC             | 2013            | 165                    | 2                    | Leonardo Jardim                   | 2014      | Stade Louis-II               | 18 523             | 55                           |
| Lille OSC                | 2000            | 75                     | 3                    | René Girard                       | 2013      | Stade Pierre-Mauroy          | 50 157             | 54                           |
| AS Saint-Étienne         | 2004            | 52                     | 4                    | Christophe Galtier                | 2009      | Stade Geoffroy-Guichard      | 38 458             | 61                           |
| Olympique lyonnais       | 1989            | 122                    | 5                    | Hubert Fournier                   | 2014      | Stade de Gerland             | 42 591             | 56                           |
| Olympique de Marseille   | 1996            | 125                    | 6                    | Marcelo Bielsa                    | 2014      | Stade Vélodrome              | 67 395             | 64                           |
| FC Girondins de Bordeaux | 1992            | 56                     | 7                    | Willy Sagnol                      | 2014      | Stade Jacques-Chaban-Delmas  | 34 694             | 62                           |
| FC Lorient               | 2006            | 32                     | 8                    | Sylvain Ripoll                    | 2014      | Stade du Moustoir            | 18 500             | 10                           |
| Toulouse FC              | 2003            | 37                     | 9                    | Alain Casanova Dominique Arribagé | 2008 2015 | Stadium                      | 22 814             | 27                           |
| SC Bastia                | 2012            | 24                     | 10                   | Claude Makélélé Ghislain Printant | 2014      | Stade Armand-Cesari          | 17 600             | 32                           |
| Stade de Reims           | 2012            | 29                     | 11                   | Jean-Luc Vasseur Olivier Guégan   | 2014 2015 | Stade Auguste-Delaune        | 21 628             | 32                           |
| Stade rennais FC         | 1994            | 47                     | 12                   | Philippe Montanier                | 2013      | Stade de la route de Lorient | 29 778             | 58                           |
| FC Nantes                | 2013            | 34                     | 13                   | Michel Der Zakarian               | 2012      | Stade de la Beaujoire        | 38 004             | 47                           |
| Évian TG                 | 2011            | 28                     | 14                   | Pascal Dupraz                     | 2012      | Parc des Sports d'Annecy     | 15 714             | 4                            |
| Montpellier HSC          | 2009            | 34                     | 15                   | Rolland Courbis                   | 2013      | Stade de la Mosson           | 32 950             | 23                           |
| EA Guingamp              | 2013            | 29                     | 16                   | Jocelyn Gourvennec                | 2010      | Stade de Roudourou           | 18 256             | 8                            |
| OGC Nice                 | 2002            | 33                     | 17                   | Claude Puel                       | 2012      | Allianz Riviera              | 35 624             | 56                           |
| FC Metz                  | 2014            | 28                     | 1 (L2)               | Albert Cartier                    | 2012      | Stade Saint-Symphorien       | 26 671             | 58                           |
| RC Lens                  | 2014            | 34,5 (initialement 48) | 2 (L2)               | Antoine Kombouaré                 | 2013      | Stade de la Licorne          | 12 097             | 57                           |
| SM Caen                  | 2014            | 25                     | 3 (L2)               | Patrice Garande                   | 2012      | Stade Michel-d'Ornano        | 21 250             | 13                           |

## Compétition

### Classement
Le classement est calculé avec le barème de points suivant : une victoire vaut trois points, le match nul un. La défaite ne rapporte aucun point.
Critères de départage :
1. plus grand nombre de points ;
2. plus grande différence de buts générale ;
3. plus grand nombre de buts marqués ;
4. plus grande différence de buts particulière ;
5. meilleure place au Challenge du fair-play (1 point par joueur averti, 3 points par joueur exclu)

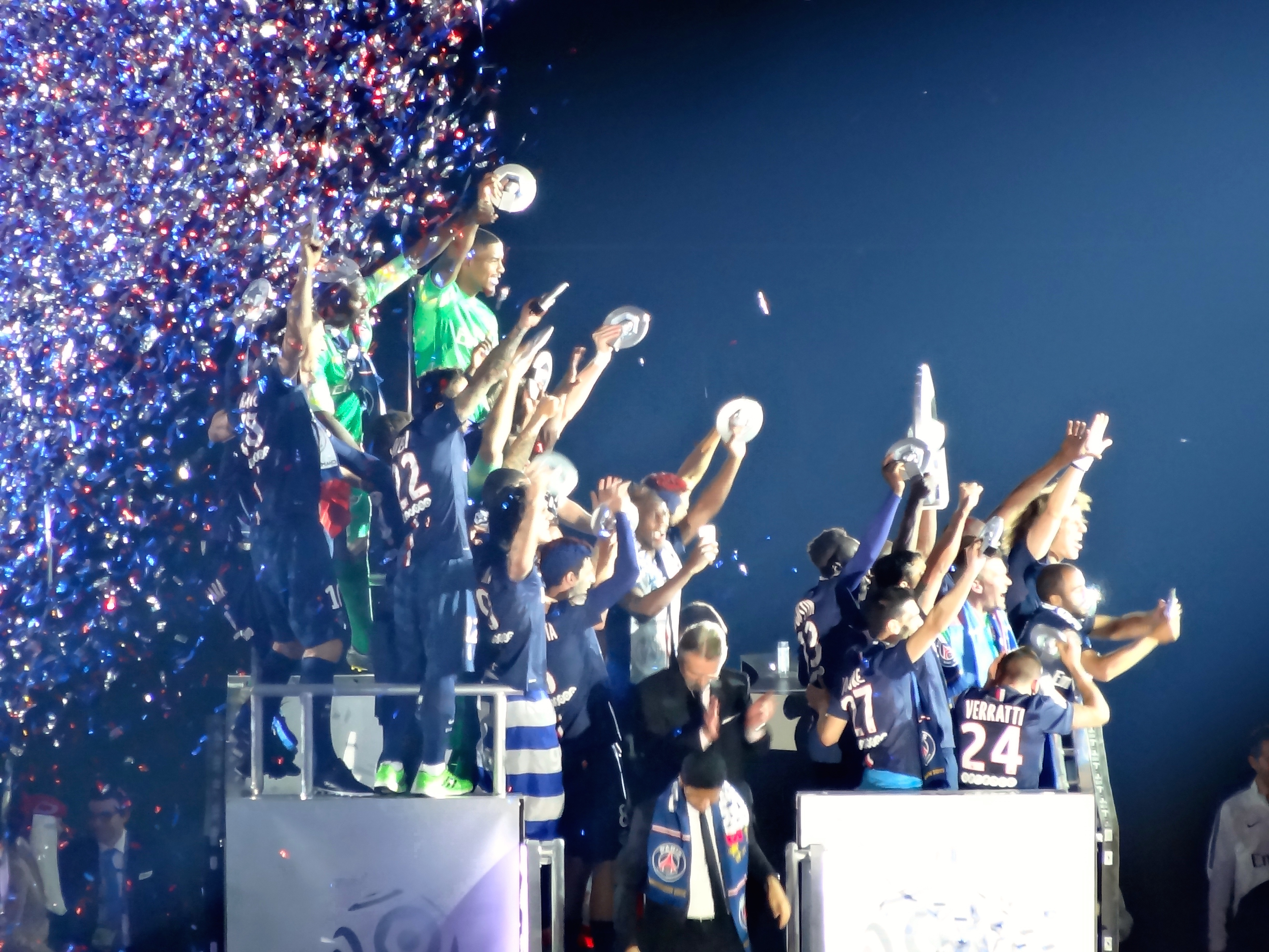
Paris, champion de France 2014-2015.

Source : Classement officiel sur le site de la LFP.

| Rang | Équipe                      | Pts | J  | G  | N  | P  | Bp | Bc | Diff |
| ---- | --------------------------- | --- | -- | -- | -- | -- | -- | -- | ---- |
| 1    | Paris Saint-Germain T S C L | 83  | 38 | 24 | 11 | 3  | 83 | 36 | +47  |
| 2    | Olympique lyonnais          | 75  | 38 | 22 | 9  | 7  | 72 | 33 | +39  |
| 3    | AS Monaco FC                | 71  | 38 | 20 | 11 | 7  | 51 | 26 | +25  |
| 4    | Olympique de Marseille      | 69  | 38 | 21 | 6  | 11 | 76 | 42 | +34  |
| 5    | AS Saint-Étienne            | 69  | 38 | 19 | 12 | 7  | 51 | 30 | +21  |
| 6    | FC Girondins de Bordeaux    | 63  | 38 | 17 | 12 | 9  | 47 | 44 | +3   |
| 7    | Montpellier HSC             | 56  | 38 | 16 | 8  | 14 | 46 | 39 | +7   |
| 8    | Lille OSC                   | 56  | 38 | 16 | 8  | 14 | 43 | 42 | +1   |
| 9    | Stade rennais FC            | 50  | 38 | 13 | 11 | 14 | 35 | 42 | -7   |
| 10   | EA Guingamp                 | 49  | 38 | 15 | 4  | 19 | 41 | 55 | -14  |
| 11   | OGC Nice                    | 48  | 38 | 13 | 9  | 16 | 44 | 53 | -9   |
| 12   | SC Bastia                   | 47  | 38 | 12 | 11 | 15 | 37 | 46 | -9   |
| 13   | SM CaenP                    | 46  | 38 | 12 | 10 | 16 | 54 | 55 | -1   |
| 14   | FC Nantes                   | 45  | 38 | 11 | 12 | 15 | 29 | 40 | -11  |
| 15   | Stade de Reims              | 44  | 38 | 12 | 8  | 18 | 47 | 66 | -19  |
| 16   | FC Lorient                  | 43  | 38 | 12 | 7  | 19 | 44 | 50 | -6   |
| 17   | Toulouse FC                 | 42  | 38 | 12 | 6  | 20 | 43 | 64 | -21  |
| 18   | Évian Thonon Gaillard FC    | 37  | 38 | 11 | 4  | 23 | 41 | 62 | -21  |
| 19   | FC Metz P                   | 30  | 38 | 7  | 9  | 22 | 31 | 61 | -30  |
| 20   | RC Lens P                   | 29  | 38 | 7  | 8  | 23 | 32 | 61 | -29  |

Qualifications européennes
Ligue des champions 2015-2016
- 1er et 2e du championnat : phase de groupes
- 3e du championnat : troisième tour pour non-champions

Ligue Europa 2015-2016
- 4e du championnat : phase de groupes
- 5e et 6e du championnat : troisième tour de qualification

Relégation en Ligue 2 2015-2016
- 18e, 19e et 20e du championnat

Abréviations
- T : Tenant du titre
- C : Vainqueur de la Coupe de France 2015
- L : Vainqueur de la Coupe de la Ligue 2015
- S : Vainqueur du Trophée des champions 2014
- P : Promus de Ligue 2 2013-2014

### Matchs
| Résultats (▼dom., ►ext.)                                   | SCB | GDB | SMC | ETG | EAG | RCL | LOSC | FCL | OL  | OM  | FCM | ASM | MHSC | FCN | OGCN | PSG | SDR | SRFC | ASSE | TFC |
| SC Bastia                                                  |     | 0-0 | 1-1 | 1-2 | 0-0 | 1-1 | 2-1  | 0-2 | 0-0 | 3-3 | 2-0 | 1-3 | 2-0  | 0-0 | 2-1  | 4-2 | 1-2 | 2-0  | 1-0  | 1-0 |
| FC Girondins de Bordeaux                                   | 1-1 |     | 1-1 | 2-1 | 1-1 | 2-1 | 1-0  | 3-2 | 0-5 | 1-0 | 1-1 | 4-1 | 2-1  | 2-1 | 1-2  | 3-2 | 1-1 | 2-1  | 1-0  | 2-1 |
| SM Caen                                                    | 1-1 | 1-2 |     | 3-2 | 0-2 | 4-1 | 0-1  | 2-1 | 3-0 | 1-2 | 0-0 | 0-3 | 1-1  | 1-2 | 2-3  | 0-2 | 4-1 | 0-1  | 1-0  | 2-0 |
| Évian TG                                                   | 1-2 | 0-1 | 0-3 |     | 2-0 | 2-1 | 0-1  | 1-0 | 2-3 | 1-3 | 3-0 | 1-3 | 1-0  | 0-2 | 1-0  | 0-0 | 2-3 | 1-1  | 1-2  | 1-0 |
| EA Guingamp                                                | 1-0 | 2-1 | 5-1 | 1-1 |     | 2-0 | 0-1  | 3-2 | 1-3 | 0-1 | 0-1 | 1-0 | 0-2  | 0-1 | 2-7  | 1-0 | 2-0 | 0-1  | 0-2  | 2-1 |
| RC Lens                                                    | 1-1 | 1-2 | 0-0 | 0-2 | 0-1 |     | 1-1  | 0-0 | 0-2 | 0-4 | 2-0 | 0-3 | 0-1  | 1-0 | 2-0  | 1-3 | 4-2 | 0-1  | 0-1  | 1-0 |
| Lille OSC                                                  | 1-0 | 2-0 | 1-0 | 1-0 | 1-2 | 3-1 |      | 2-0 | 2-1 | 0-4 | 0-0 | 0-1 | 0-0  | 2-0 | 0-0  | 1-1 | 3-1 | 3-0  | 1-1  | 2-0 |
| FC Lorient                                                 | 2-0 | 0-0 | 2-1 | 0-2 | 4-0 | 1-0 | 1-0  |     | 1-1 | 1-1 | 3-1 | 0-1 | 0-0  | 1-2 | 0-0  | 1-2 | 0-1 | 0-3  | 0-1  | 0-1 |
| Olympique lyonnais                                         | 2-0 | 1-1 | 3-0 | 2-0 | 3-1 | 0-1 | 3-0  | 4-0 |     | 1-0 | 2-0 | 2-1 | 5-1  | 1-0 | 1-2  | 1-1 | 2-1 | 2-0  | 2-2  | 3-0 |
| Olympique de Marseille                                     | 3-0 | 3-1 | 2-3 | 1-0 | 2-1 | 2-1 | 2-1  | 3-5 | 0-0 |     | 3-1 | 2-1 | 0-2  | 2-0 | 4-0  | 2-3 | 2-2 | 3-0  | 2-1  | 2-0 |
| FC Metz                                                    | 3-1 | 0-0 | 3-2 | 1-2 | 0-2 | 3-1 | 1-4  | 0-4 | 2-1 | 0-2 |     | 0-1 | 2-3  | 1-1 | 0-0  | 2-3 | 3-0 | 0-0  | 2-3  | 3-2 |
| AS Monaco FC                                               | 3-0 | 0-0 | 2-2 | 2-0 | 1-0 | 2-0 | 1-1  | 1-2 | 0-0 | 1-0 | 2-0 |     | 0-0  | 1-0 | 0-1  | 0-0 | 1-1 | 1-1  | 1-1  | 4-1 |
| Montpellier HSC                                            | 3-1 | 0-1 | 1-0 | 2-0 | 2-1 | 3-3 | 1-2  | 1-0 | 1-5 | 2-1 | 2-0 | 0-1 |      | 4-0 | 2-1  | 1-2 | 3-1 | 0-0  | 0-2  | 2-0 |
| FC Nantes                                                  | 0-2 | 2-1 | 1-2 | 2-1 | 1-0 | 1-0 | 1-1  | 1-1 | 1-1 | 1-0 | 0-0 | 0-1 | 1-0  |     | 2-1  | 0-2 | 1-1 | 1-1  | 0-0  | 1-2 |
| OGC Nice                                                   | 0-1 | 1-3 | 1-1 | 2-2 | 1-2 | 2-1 | 1-0  | 3-1 | 1-3 | 2-1 | 1-0 | 0-1 | 1-1  | 0-0 |      | 1-3 | 0-0 | 1-2  | 0-0  | 3-2 |
| Paris Saint-Germain                                        | 2-0 | 3-0 | 2-2 | 4-2 | 6-0 | 4-1 | 6-1  | 3-1 | 1-1 | 2-0 | 3-1 | 1-1 | 0-0  | 2-1 | 1-0  |     | 3-2 | 1-0  | 5-0  | 3-1 |
| Stade de Reims                                             | 2-1 | 1-0 | 0-2 | 3-2 | 2-3 | 0-0 | 2-0  | 1-3 | 2-4 | 0-5 | 0-0 | 1-3 | 1-0  | 3-1 | 0-1  | 2-2 |     | 1-0  | 1-2  | 2-0 |
| Stade rennais FC                                           | 0-1 | 1-1 | 1-4 | 6-2 | 1-0 | 2-0 | 2-0  | 1-0 | 0-1 | 1-1 | 1-0 | 2-0 | 0-4  | 0-0 | 2-1  | 1-1 | 1-3 |      | 0-0  | 0-3 |
| AS Saint-Étienne                                           | 1-0 | 1-1 | 1-0 | 3-0 | 2-1 | 3-3 | 2-0  | 2-0 | 3-0 | 2-2 | 1-0 | 1-1 | 1-0  | 1-0 | 5-0  | 0-1 | 3-1 | 0-0  |      | 0-1 |
| Toulouse FC                                                | 1-1 | 2-1 | 3-3 | 1-0 | 1-1 | 0-2 | 3-2  | 2-3 | 2-1 | 1-6 | 3-0 | 0-2 | 1-0  | 1-1 | 2-3  | 1-1 | 1-0 | 2-1  | 1-1  |     |
| - Victoire à domicile - Match nul - Victoire à l'extérieur |     |     |     |     |     |     |      |     |     |     |     |     |      |     |      |     |     |      |      |     |

## Statistiques

### Domicile et extérieur
Source : Classement domicile et Classement extérieur sur LFP.fr.

| Rang | Équipe                   | Pts | J  | G  | N | P  | Bp | Bc | Diff |
| ---- | ------------------------ | --- | -- | -- | - | -- | -- | -- | ---- |
| 1    | Paris Saint-Germain      | 49  | 19 | 15 | 4 | 0  | 52 | 14 | +38  |
| 2    | Olympique lyonnais       | 45  | 19 | 14 | 3 | 2  | 40 | 11 | +29  |
| 3    | AS Saint-Étienne         | 41  | 19 | 12 | 5 | 2  | 32 | 11 | +21  |
| 4    | Olympique de Marseille   | 41  | 19 | 13 | 2 | 4  | 40 | 22 | +18  |
| 5    | FC Girondins de Bordeaux | 41  | 19 | 12 | 5 | 2  | 31 | 23 | +8   |
| 6    | Lille OSC                | 38  | 19 | 11 | 5 | 3  | 26 | 12 | +14  |
| 7    | Montpellier HSC          | 35  | 19 | 11 | 2 | 6  | 30 | 21 | +9   |
| 8    | AS Monaco FC             | 33  | 19 | 8  | 9 | 2  | 23 | 10 | +13  |
| 9    | SC Bastia                | 31  | 19 | 8  | 7 | 4  | 24 | 18 | +6   |
| 10   | Toulouse FC              | 30  | 19 | 8  | 6 | 5  | 28 | 29 | -1   |
| 11   | Stade rennais FC         | 29  | 19 | 8  | 5 | 6  | 22 | 22 | 0    |
| 12   | FC Nantes                | 28  | 19 | 7  | 7 | 5  | 17 | 17 | 0    |
| 13   | En Avant de Guingamp     | 28  | 19 | 9  | 1 | 9  | 23 | 25 | -2   |
| 14   | Stade de Reims           | 27  | 19 | 8  | 3 | 8  | 24 | 29 | -5   |
| 15   | SM Caen                  | 24  | 19 | 7  | 3 | 9  | 26 | 25 | +1   |
| 16   | OGC Nice                 | 24  | 19 | 6  | 6 | 7  | 21 | 24 | -3   |
| 17   | FC Lorient               | 23  | 19 | 6  | 5 | 8  | 17 | 17 | 0    |
| 18   | Évian Thonon Gaillard FC | 23  | 19 | 7  | 2 | 10 | 20 | 25 | -5   |
| 19   | FC Metz                  | 22  | 19 | 6  | 4 | 9  | 26 | 32 | -6   |
| 20   | RC Lens                  | 19  | 19 | 5  | 4 | 10 | 14 | 24 | -10  |

| Rang | Équipe                   | Pts | J  | G  | N | P  | Bp | Bc | Diff |
| ---- | ------------------------ | --- | -- | -- | - | -- | -- | -- | ---- |
| 1    | AS Monaco FC             | 38  | 19 | 12 | 2 | 5  | 28 | 16 | +12  |
| 2    | Paris Saint-Germain      | 34  | 19 | 9  | 7 | 3  | 31 | 22 | +9   |
| 3    | Olympique lyonnais       | 30  | 19 | 8  | 6 | 5  | 32 | 22 | +10  |
| 4    | Olympique de Marseille   | 28  | 19 | 8  | 4 | 7  | 36 | 20 | +16  |
| 5    | AS Saint-Étienne         | 28  | 19 | 7  | 7 | 5  | 19 | 19 | 0    |
| 6    | OGC Nice                 | 24  | 19 | 7  | 3 | 9  | 23 | 29 | -6   |
| 7    | SM Caen                  | 22  | 19 | 5  | 7 | 7  | 28 | 30 | -2   |
| 8    | FC Girondins de Bordeaux | 22  | 19 | 5  | 7 | 7  | 16 | 21 | -5   |
| 9    | Montpellier HSC          | 21  | 19 | 5  | 6 | 8  | 16 | 18 | -2   |
| 10   | Stade rennais FC         | 21  | 19 | 5  | 6 | 8  | 13 | 20 | -7   |
| 11   | En Avant de Guingamp     | 21  | 19 | 6  | 4 | 9  | 18 | 30 | -12  |
| 12   | FC Lorient               | 20  | 19 | 6  | 2 | 11 | 27 | 33 | -6   |
| 13   | Lille OSC                | 18  | 19 | 5  | 3 | 11 | 17 | 30 | -13  |
| 14   | FC Nantes                | 17  | 19 | 4  | 5 | 10 | 12 | 23 | -11  |
| 15   | Stade de Reims           | 17  | 19 | 4  | 5 | 10 | 23 | 36 | -13  |
| 16   | SC Bastia                | 16  | 19 | 4  | 4 | 11 | 13 | 28 | -15  |
| 17   | Évian Thonon Gaillard FC | 14  | 19 | 4  | 2 | 13 | 21 | 37 | -16  |
| 18   | Toulouse FC              | 12  | 19 | 4  | 0 | 15 | 15 | 35 | -20  |
| 19   | RC Lens                  | 10  | 19 | 2  | 4 | 13 | 18 | 37 | -19  |
| 20   | FC Metz                  | 8   | 19 | 1  | 5 | 13 | 5  | 29 | -24  |

### Évolution du classement
| Journées →    | 1      | 2  | 3  | 4  | 5  | 6  | 7  | 8  | 9  | 10 | 11 | 12 | 13 | 14 | 15 | 16 | 17 | 18 | 19 | 20 | 21 | 22 | 23 | 24 | 25 | 26 | 27 | 28 | 29 | 30 | 31 | 32 | 33 | 34 | 35 | 36 | 37 | 38 | En tête | Relégable |    |  |   |
| ------------- | ------ | -- | -- | -- | -- | -- | -- | -- | -- | -- | -- | -- | -- | -- | -- | -- | -- | -- | -- | -- | -- | -- | -- | -- | -- | -- | -- | -- | -- | -- | -- | -- | -- | -- | -- | -- | -- | -- | ------- | --------- | -- |  | - |
| Journées →    | Bastia | 9  | 17 | 11 | 13 | 14 | 18 | 16 | 16 | 19 | 16 | 18 | 19 | 15 | 15 | 19 | 20 | 20 | 18 | 19 | 14 | 15 | 14 | 16 | 15 | 13 | 10 | 14 | 10 | 12 | 13 | 14 | 14 | 16 | 13 | 12 | 10 | 11 | En tête | Relégable | 12 |  | 9 |
| Bordeaux      | 7      | 1  | 1  | 1  | 3  | 2  | 2  | 2  | 2  | 3  | 6  | 4  | 4  | 5  | 4  | 6  | 5  | 5  | 6  | 6  | 7  | 7  | 7  | 6  | 6  | 6  | 7  | 6  | 6  | 6  | 6  | 6  | 6  | 6  | 6  | 6  | 6  | 6  | 3       |           |    |  |   |
| Caen          | 1      | 9  | 4  | 9  | 12 | 10 | 14 | 13 | 17 | 18 | 15 | 15 | 17 | 16 | 17 | 18 | 19 | 20 | 20 | 20 | 20 | 18 | 15 | 14 | 15 | 14 | 12 | 14 | 14 | 14 | 12 | 13 | 13 | 15 | 14 | 13 | 15 | 13 | 1       | 8         |    |  |   |
| Évian TG      | 20     | 20 | 20 | 20 | 20 | 20 | 20 | 18 | 15 | 17 | 19 | 20 | 16 | 18 | 16 | 15 | 15 | 17 | 18 | 18 | 18 | 16 | 18 | 18 | 18 | 18 | 17 | 16 | 17 | 16 | 15 | 15 | 17 | 18 | 18 | 18 | 18 | 18 |         | 23        |    |  |   |
| Guingamp      | 18     | 13 | 16 | 18 | 16 | 19 | 19 | 20 | 20 | 19 | 20 | 16 | 18 | 19 | 20 | 17 | 16 | 13 | 13 | 13 | 13 | 12 | 12 | 10 | 8  | 8  | 11 | 13 | 10 | 10 | 11 | 12 | 12 | 11 | 10 | 11 | 10 | 10 |         | 11        |    |  |   |
| Lens          | 16     | 18 | 15 | 11 | 9  | 13 | 15 | 14 | 18 | 20 | 16 | 17 | 19 | 20 | 18 | 19 | 18 | 19 | 16 | 19 | 19 | 19 | 19 | 19 | 19 | 19 | 19 | 19 | 19 | 19 | 20 | 19 | 20 | 20 | 20 | 20 | 20 | 20 |         | 28        |    |  |   |
| Lille         | 12     | 7  | 3  | 3  | 1  | 4  | 5  | 3  | 4  | 8  | 11 | 12 | 14 | 10 | 11 | 12 | 12 | 11 | 11 | 11 | 12 | 13 | 13 | 11 | 11 | 12 | 9  | 8  | 8  | 8  | 8  | 8  | 8  | 8  | 8  | 8  | 8  | 8  | 1       |           |    |  |   |
| Lorient       | 5      | 6  | 12 | 5  | 8  | 11 | 17 | 17 | 14 | 15 | 17 | 18 | 20 | 17 | 15 | 16 | 17 | 15 | 15 | 16 | 14 | 15 | 17 | 16 | 16 | 16 | 16 | 17 | 15 | 17 | 17 | 16 | 18 | 16 | 15 | 14 | 16 | 16 |         | 3         |    |  |   |
| Lyon          | 3      | 10 | 13 | 17 | 13 | 12 | 8  | 10 | 6  | 4  | 3  | 3  | 3  | 3  | 3  | 3  | 3  | 3  | 2  | 1  | 1  | 1  | 1  | 1  | 1  | 1  | 1  | 1  | 1  | 2  | 2  | 2  | 2  | 2  | 2  | 2  | 2  | 2  | 10      |           |    |  |   |
| Marseille     | 8      | 15 | 10 | 4  | 2  | 1  | 1  | 1  | 1  | 1  | 1  | 1  | 1  | 1  | 1  | 1  | 1  | 1  | 1  | 2  | 2  | 2  | 2  | 2  | 2  | 3  | 3  | 3  | 3  | 3  | 3  | 4  | 4  | 5  | 4  | 4  | 4  | 4  | 14      |           |    |  |   |
| Metz          | 13     | 14 | 18 | 14 | 17 | 9  | 6  | 5  | 9  | 7  | 10 | 8  | 9  | 13 | 13 | 13 | 14 | 16 | 17 | 17 | 17 | 20 | 20 | 20 | 20 | 20 | 20 | 20 | 20 | 20 | 19 | 20 | 19 | 19 | 19 | 19 | 19 | 19 |         | 17        |    |  |   |
| Monaco        | 15     | 19 | 17 | 15 | 19 | 16 | 11 | 12 | 13 | 10 | 8  | 7  | 8  | 8  | 10 | 8  | 7  | 6  | 5  | 5  | 5  | 5  | 5  | 5  | 5  | 4  | 4  | 4  | 4  | 4  | 4  | 3  | 3  | 3  | 3  | 3  | 3  | 3  |         | 2         |    |  |   |
| Montpellier   | 17     | 11 | 5  | 10 | 6  | 6  | 9  | 7  | 7  | 11 | 13 | 9  | 13 | 9  | 9  | 10 | 8  | 9  | 10 | 8  | 6  | 6  | 6  | 7  | 7  | 7  | 6  | 7  | 7  | 7  | 7  | 7  | 7  | 7  | 7  | 7  | 7  | 7  |         |           |    |  |   |
| Nantes        | 6      | 5  | 8  | 7  | 10 | 7  | 7  | 9  | 5  | 6  | 5  | 6  | 5  | 4  | 7  | 7  | 9  | 8  | 7  | 7  | 8  | 9  | 9  | 9  | 10 | 11 | 8  | 11 | 9  | 9  | 10 | 11 | 10 | 10 | 11 | 12 | 13 | 14 |         |           |    |  |   |
| Nice          | 4      | 4  | 9  | 16 | 11 | 17 | 12 | 8  | 11 | 12 | 7  | 10 | 12 | 12 | 12 | 14 | 11 | 12 | 12 | 12 | 10 | 8  | 8  | 8  | 9  | 9  | 13 | 15 | 16 | 12 | 13 | 10 | 11 | 12 | 13 | 15 | 12 | 11 |         |           |    |  |   |
| Paris         | 11     | 3  | 6  | 2  | 5  | 5  | 4  | 4  | 3  | 2  | 2  | 2  | 2  | 2  | 2  | 2  | 2  | 2  | 3  | 4  | 3  | 3  | 3  | 3  | 3  | 2  | 2  | 2  | 2  | 1  | 1  | 1  | 1  | 1  | 1  | 1  | 1  | 1  | 9       |           |    |  |   |
| Reims         | 10     | 16 | 19 | 19 | 18 | 15 | 18 | 19 | 16 | 14 | 14 | 13 | 10 | 11 | 8  | 9  | 10 | 10 | 9  | 10 | 11 | 11 | 11 | 13 | 14 | 15 | 15 | 12 | 13 | 15 | 16 | 17 | 14 | 17 | 17 | 17 | 14 | 15 |         | 5         |    |  |   |
| Rennes        | 19     | 8  | 7  | 5  | 7  | 8  | 13 | 15 | 12 | 13 | 9  | 11 | 7  | 7  | 6  | 5  | 6  | 7  | 8  | 9  | 9  | 10 | 10 | 12 | 12 | 13 | 10 | 9  | 11 | 11 | 9  | 9  | 9  | 9  | 9  | 9  | 9  | 9  |         | 1         |    |  |   |
| Saint-Étienne | 2      | 2  | 2  | 8  | 4  | 3  | 3  | 6  | 10 | 5  | 4  | 5  | 6  | 6  | 5  | 4  | 4  | 4  | 4  | 3  | 4  | 4  | 4  | 4  | 4  | 5  | 5  | 5  | 5  | 5  | 5  | 5  | 5  | 4  | 5  | 5  | 5  | 5  |         |           |    |  |   |
| Toulouse      | 14     | 12 | 14 | 12 | 15 | 14 | 10 | 11 | 8  | 9  | 12 | 14 | 11 | 14 | 14 | 11 | 13 | 14 | 14 | 15 | 16 | 17 | 14 | 17 | 17 | 17 | 18 | 18 | 18 | 18 | 18 | 18 | 15 | 14 | 16 | 16 | 17 | 17 |         | 6         |    |  |   |

### Buts marqués par journée
Ce graphique représente le nombre de buts marqués lors de chaque journée.
Total de 947 buts en 38 journées (soit 24,9/journée et 2,49/match) :

### Classement des buteurs
|    | Buteur              | Club                   | Buts Note 1 | Pen. Note 1 | Pas. Note 2 | J Note 3 | Min. Note 4 | Pts. Note 5 |
| -- | ------------------- | ---------------------- | ----------- | ----------- | ----------- | -------- | ----------- | ----------- |
| 1  | Alexandre Lacazette | Olympique lyonnais     | 27          | 8           | 5           | 19       | 2842        | 51          |
| 2  | André-Pierre Gignac | Olympique de Marseille | 21          | 2           | 2           | 16       | 3079        | 40          |
| 3  | Zlatan Ibrahimović  | Paris Saint-Germain    | 19          | 8           | 6           | 11       | 2002        | 24          |
| 4  | Edinson Cavani      | Paris Saint Germain    | 18          | 3           | 1           | 14       | 2628        | 38          |
| 5  | Max-Alain Gradel    | AS Saint-Etienne       | 17          | 4           | 3           | 14       | 2194        | 34          |
| 6  | Claudio Beauvue     | EA Guingamp            | 17          | 6           | 3           | 15       | 2987        | 26          |
| 7  | Diego Rolán         | Girondins de Bordeaux  | 15          | 3           | 1           | 11       | 2477        | 25          |
| 8  | Wissam Ben Yedder   | Toulouse FC            | 14          | 2           | 3           | 14       | 2861        | 20          |
| 9  | Nabil Fekir         | Olympique lyonnais     | 13          | 0           | 9           | 10       | 2757        | 28          |
| 10 | Jordan Ayew         | FC Lorient             | 12          | 3           | 6           | 11       | 2613        | 20          |

| Source : Classement officiel des buteurs 1 : Nombre de buts inscrits (+) dont nombre de pénaltys (-) 2 : Nombre de passes décisives (+) 3 : Nombre de match joués (+) 4 : Temps de jeu total en minutes (-) 5 : Nombre de points marqués par le club (+) |

### Classement des passeurs
|    | Passeur                   | Club                   | Pas. Note 1 | CPA. Note 1 | J Note 2 | Min. Note 3 |
| -- | ------------------------- | ---------------------- | ----------- | ----------- | -------- | ----------- |
| 1  | Dimitri Payet             | Olympique de Marseille | 16          | 6           | 15       | 3052        |
| 2  | Javier Pastore            | Paris Saint-Germain    | 10          | 0           | 7        | 2747        |
| 3  | Nabil Fekir               | Olympique lyonnais     | 9           | 3           | 8        | 2757        |
| 4  | Yannick Ferreira Carrasco | AS Monaco              | 9           | 3           | 8        | 2796        |
| 5  | Romain Hamouma            | AS Saint-Etienne       | 8           | 0           | 5        | 1963        |
| 6  | Marco Verratti            | Paris Saint-Germain    | 8           | 3           | 7        | 2455        |
| 7  | Clinton Njie              | Olympique lyonnais     | 7           | 0           | 7        | 1520        |
| 8  | Alassane Pléa             | OGC Nice               | 7           | 0           | 6        | 2452        |
| 9  | Jérémy Pied               | EA Guingamp            | 7           | 2           | 7        | 2123        |
| 10 | Anthony Mounier           | Montpellier HSC        | 7           | 3           | 7        | 3090        |

| Source : Classement officiel des passeurs 1 : Nombre de passes décisives (+) dont coups de pied arrêtés (-) 2 : Nombre de matchs joués (+) 3 : Temps de jeu total en minutes (-) |

### Plus grosses affluences de la saison
| Rang | Match                                        | Journée | date     | Affluence |
| ---- | -------------------------------------------- | ------- | -------- | --------- |
| 1    | RC Lens - Paris Saint-Germain                | J10     | 17.10.14 | 70.785    |
| 2    | RC Lens - Olympique de Marseille             | J30     | 22.03.15 | 70.122    |
| 3    | Olympique de Marseille - Paris Saint-Germain | J31     | 05.04.15 | 65.148    |
| 4    | Olympique de Marseille - Olympique lyonnais  | J29     | 15.03.15 | 62.832    |
| 5    | Olympique de Marseille - Monaco              | J36     | 10.05.15 | 62.471    |
| 6    | Olympique de Marseille - Lille OSC           | J19     | 21.12.14 | 62.408    |
| 7    | Olympique de Marseille - Toulouse FC         | J10     | 19.10.14 | 61.846    |
| 8    | Olympique de Marseille - Bastia              | J38     | 23.05.15 | 59.546    |
| 9    | Olympique de Marseille - AS St Étienne       | J8      | 28.09.14 | 55.367    |
| 10   | Olympique de Marseille - FC Lorient          | J34     | 24.04.15 | 55.180    |

### Affluences journée par journée
Ce graphique représente le nombre de spectateurs (en milliers) lors de chaque journée.
Total de 8 453 000 spectateurs en 38 journées, soit une moyenne de 222 447 par journée et 22 362 par match.
NB : Les rencontres Nice-Guingamp (29e journée) et Bastia-Guingamp (30e journée) se sont joués à huis clos.

## Événements de la saison
- vendredi 8 août 2014 (1re journée) : en match d'ouverture de la Ligue 1 2014-15, le champion en titre Paris Saint-Germain est tenu en échec par le Stade de Reims au Stade Auguste-Delaune à Reims (2-2).
- samedi 9 août 2014 (1re journée) : grâce au goal average, le SM Caen prend la tête de la Ligue 1 en s'imposant face à Évian TG (0-3).

- samedi 16 août 2014 (2e journée) :
  - Première victoire pour le PSG, champion en titre, face au SC Bastia (2-0).
  - Le Stade rennais FC domine largement Évian TG (6-2), pour la plus large défaite de l'histoire du club haut-savoyard.

- vendredi 29 août 2014 (4e journée) : l'Olympique de Marseille s'impose face à l'OGC Nice 4-0. Les phocéens prennent la place du leader.
- dimanche 31 août 2014 (4e journée) : le Paris Saint-Germain confirme son retour en forme face à l'AS Saint-Étienne avec une large victoire 5-0.

- vendredi 12 septembre 2014 (5e journée) : l'Olympique lyonnais bat le vice-champion de France, l'AS Monaco FC (2-1).

- dimanche 21 septembre 2014 (6e journée) : 4e match nul pour le PSG face à l'Olympique lyonnais (1-1).

- samedi 27 septembre 2014 (8e journée) : l'OGC Nice remporte le 90e Derby de la Côte d'Azur en s'imposant face à l'AS Monaco (0-1).
- dimanche 28 septembre 2014 (8e journée) : l'Olympique de Marseille s'impose (2-1) face à l'AS Saint-Etienne.

- dimanche 5 octobre 2014 (9e journée) : le PSG fait match nul pour la 6e fois de la saison (1-1). Les parisiens menaient 1-0 grâce à Lucas Digne   71e, mais Anthony Martial   90+2e égalisa pour les monégasques.

- vendredi 17 octobre 2014 (10e journée) : Le PSG s'impose 1-3 au Stade de France face au RC Lens.

- dimanche 26 octobre 2014 (11e journée) : 
  - L'EA Guingamp est sévèrement battue par l'OGC Nice à domicile (2-7), grâce à un quintuplé de Carlos Eduardo.
  - L'Olympique de Marseille voit sa série de 8 victoires consécutives s'arrêter en s'inclinant à l'extérieur (1-0) contre l'Olympique lyonnais lors de l' Olympico, grâce à Yoann Gourcuff. Avec cette victoire, les lyonnais remontent à la 4e place.

- dimanche 2 novembre 2014 (12e journée) : les Girondins de Bordeaux remportent le 70e Derby de la Garonne en battant le Toulouse FC (2-1).

- vendredi 7 novembre 2014 (13e journée) : le Stade rennais FC gagne le 11e Derby breton en s'imposant (1-0) face au FC Lorient.
- dimanche 9 novembre 2014 (13e journée) : le PSG remporte le 85e Classico en battant l'Olympique de Marseille (2-0), au Parc des Princes, pour sa 4e victoire consécutive.

- samedi 29 novembre 2014 (15e journée) : 6e victoire de suite pour le PSG , qui s'impose difficilement (1-0) face à l'OGC Nice.
- dimanche 30 novembre 2014 (15e journée) : l'AS Saint-Etienne bat facilement (3-0) l'Olympique lyonnais, lors du 109e Derby rhônalpin.

- mercredi 3 décembre 2014 (16e journée) : Guingamp corrige Caen (5-1).

- dimanche 7 décembre 2014 (17e journée) : Lens et Lille se sont neutralisés (1-1), lors du Derby du Nord.

- samedi 13 décembre 2014 (18e journée) : le FC Nantes remporte le 89e Derby de l'Atlantique face à Bordeaux (2-1).
- dimanche 14 décembre 2014 (18e journée) : 
  - Après une trentaine de matchs sans défaite depuis le printemps 2014, le PSG s'incline à Guingamp (1-0). Les Guingampais ont connu un mois de décembre exceptionnel avec une victoire face au PAOK Salonique et une qualification pour les seizièmes de finale de la Ligue Europa.
  - L'AS Monaco freine le leader marseillais (1-0).

- dimanche 21 décembre 2014 (19e journée) : 
  - Grâce à sa victoire face à Lille (2-1), l'Olympique de Marseille est mathématiquement champion d'automne
  - L'Olympique lyonnais écrase les Girondins de Bordeaux (0-5).

- samedi 10 janvier 2015 (20e journée) : Le Sporting Club de Bastia inflige son second revers de la saison au PSG, sur le score de 4-2, après avoir été mené 0-2.
- dimanche 11 janvier 2015 (20e journée) : L'Olympique lyonnais prend la tête de la Ligue 1 grâce à sa victoire face au Toulouse FC (3-0) et grâce à la défaite des Marseillais (2-1) face à Montpellier HSC.

- dimanche 18 janvier 2015 (21e journée) : le PSG s'impose à domicile(4-2) face à l'Évian TG.
  - L'Olympique de Marseille s'approche du leader lyonnais grâce à la victoire à domicile contre EA Guingamp (2-1).

- samedi 9 mai 2015 (36e journée) : les Girondins de Bordeaux s'impose face à Nantes (2-1) lors de leur dernier match dans le stade Jacques Chaban Delmas dans lequel ils évoluaient depuis 1938

- samedi 16 mai 2015 (37e journée) : le PSG est sacré champion de France grâce à sa victoire (1-2) sur le terrain de Montpellier HSC.
  - L'Évian TG est officiellement relégué en Ligue 2 à la suite de sa défaite à domicile contre l'AS Saint-Étienne (1-2).

- Samedi 23 mai (38e journée) : Le Nouveau Stade de Bordeaux est inauguré avec la victoire 2-1 de Bordeaux face à Montpellier.

### Bilan de la saison
- Meilleure attaque : Paris Saint-Germain (83 buts marqués).
- Meilleure défense : AS Monaco (26 buts encaissés).
- Premier but de la saison :  Zlatan Ibrahimović   7e pour le Paris SG contre le Stade de Reims (2-2), le 8 août 2014.
- Dernier but de la saison :  Modou Sougou   93e pour l'Évian Thonon Gaillard contre Caen (3-2), le 23 mai 2015.
- Premier but contre son camp :  Romaric N'Dri Koffi   17e pour le SC Bastia en faveur de l'Olympique de Marseille (3-3), le 9 août 2014.
- Premier penalty :  Mevlüt Erding   39e pour l'AS Saint-Etienne contre l'En Avant Guingamp (0-2), le 9 août 2014.
- Premier but sur coup franc direct :  Max Gradel   60e pour l'AS Saint-Etienne contre le Stade de Reims (3-1), le 17 août 2014.
- Premier doublé :  Zlatan Ibrahimović   7e   62e pour le Paris SG contre le Stade de Reims (2-2) le 8 août 2014.
- Premier triplé :  Zlatan Ibrahimović   41e   62e   72e pour le Paris SG contre l'AS Saint-Étienne (5-0), le 31 août 2014.
- Premier quintuplé :  Carlos Eduardo   12e   26e   43e   50e   64e pour l'OGC Nice contre l'En Avant Guingamp (2-7), le 26 octobre 2014.
- But le plus rapide d'une rencontre :  André-Pierre Gignac   20e sec. pour l'Olympique de Marseille contre l'Évian TG (1-3), le 14 septembre 2014.
- But le plus tardif d'une rencontre :  Diego Rolán   90+5e pour les Girondins de Bordeaux face au SM Caen (1-2), le 7 mars 2015.
- Plus jeune buteur de la saison :  Anthony Martial à l'âge de 18 ans, 10 mois et 1 jour pour l'AS Monaco contre le Paris SG (1-1), le 5 octobre 2014.
- Plus vieux buteur de la saison :  Cédric Barbosa à l'âge de 38 ans, 10 mois et 12 jours pour l'Évian Thonon Gaillard contre le Paris SG (0-1, résultat final 4-2), le 18 janvier 2015.
- Équipe concédant le plus grand nombre de pénaltys : SM Caen avec 12 buts encaissés pour 15 pénaltys sifflés.
- Journée de championnat la plus riche en buts : 31e et 34e journées (37 buts).
- Journée de championnat la plus pauvre en buts : 23e journée (10 buts).
- Nombre de buts inscrits durant la saison : 947 (24.9 buts/journée).
- Plus grand nombre de buts dans une rencontre : 9 buts.
  - 2-7 lors d'En Avant Guingamp - OGC Nice, le 26 octobre 2014.
- Plus large victoire à domicile : 6 buts d'écart.
  - 6-0 pour le Paris SG contre l'En Avant Guingamp, le 8 mai 2015.
- Plus larges victoires à l'extérieur : 5 buts d'écart.
  - 0-5 pour l'Olympique de Marseille contre le Stade de Reims, le 23 septembre 2014.
  - 2-7 pour l'OGC Nice contre l'En Avant Guingamp, le 26 octobre 2014.
  - 0-5 pour l'Olympique lyonnais contre les Girondins de Bordeaux, le 21 décembre 2014.
  - 1-6 pour l'Olympique de Marseille contre le Toulouse FC, le 6 mars 2015.
- Plus grand nombre de buts en une mi-temps : 6 buts.
  - 2e mi-temps de Olympique de Marseille - Lorient, le 24 avril 2015 (0-2, 3-5).
- Plus grand nombre de buts dans une rencontre par un joueur : 5 buts.
  -  Carlos Eduardo   12e   26e   43e   50e   63e pour l'OGC Nice contre l'En Avant Guingamp (2-7), le 26 octobre 2014.
- Triplé le plus rapide :
  -  Carlos Eduardo   12e   26e   43e pour l'OGC Nice contre l'En Avant Guingamp (2-7), le 26 octobre 2014.
- Les triplés de la saison :
  -  Zlatan Ibrahimović   41e   62e   72e pour le Paris SG contre l'AS Saint-Étienne (5-0), le 31 août 2014.
  -  Alexandre Lacazette   39e   45e   84e pour l'Olympique lyonnais contre le Lille OSC (3-0), le 5 octobre 2014.
  -  Carlos Eduardo   12e   26e   43e pour l'OGC Nice contre l'En Avant Guingamp (2-7), le 26 octobre 2014.
  -  Lucas Barrios pour le Montpellier HSC contre le FC Metz (2-3), le 17 janvier 2015
  -  Divock Origi   38e   63e (pen.)   72e pour le Lille OSC contre le Stade rennais FC (3-1), le 15 mars 2015.
  -  Zlatan Ibrahimović   2e (pen.)   82e (pen.)   90e pour le Paris SG contre le FC Lorient (3-1), le 20 mars 2015.
  -  Modibo Maïga   25e   42e   54e pour le FC Metz contre le Toulouse FC (3-2), le 4 avril 2015.
  -  Ezequiel Lavezzi   28e   43e   77e pour le Paris SG contre le Lille OSC (6-1), le 25 avril 2015.
  -  Edinson Cavani   2e   52e   70e pour le Paris SG contre l'En Avant Guingamp (6-0), le 8 mai 2015.
- Plus grand nombre de spectateurs dans une rencontre : 70 785 (RC Lens 1-3 Paris SG, le 17 octobre 2014).
- Plus petit nombre de spectateurs dans une rencontre : 5 497 (AS Monaco 2-0 Évian TG, le 18 octobre, 2014).
- Champion d'automne : Olympique de Marseille (41 points).
- Champion : Paris Saint-Germain (83 points).

## Parcours en coupes d'Europe

### Parcours européen des clubs
Le parcours des clubs français en coupes d'Europe est important puisqu'il détermine le coefficient UEFA, et donc le nombre de clubs français présents en coupes d'Europe les années suivantes.
| Club                | Compétition         | Résultat           | Ultime(s) adversaire(s) | Ultime(s) adversaire(s) | Ultime(s) adversaire(s) |
| ------------------- | ------------------- | ------------------ | ----------------------- | ----------------------- | ----------------------- |
| Paris Saint-Germain | Ligue des champions | Quart de finale    | FC Barcelone            | FC Barcelone            | FC Barcelone            |
| AS Monaco           | Ligue des champions | Quart de finale    | Juventus Turin          | Juventus Turin          | Juventus Turin          |
| Lille OSC           | Ligue des champions | Barrages           | FC Porto                | FC Porto                | FC Porto                |
| Lille OSC           | Ligue Europa        | Phase de groupes   | FK Krasnodar            | Everton FC              | VfL Wolfsbourg          |
| EA Guingamp         | Ligue Europa        | Seizième de finale | Dinamo Kiev             | Dinamo Kiev             | Dinamo Kiev             |
| AS Saint-Etienne    | Ligue Europa        | Phase de groupes   | Inter Milan             | Dnipro Dnipropetrovsk   | Qarabağ Ağdam           |
| Olympique lyonnais  | Ligue Europa        | Barrages           | Astra Giurgiu           | Astra Giurgiu           | Astra Giurgiu           |

### Coefficient UEFA du championnat français
Le parcours des clubs français en UEFA est important puisqu'il détermine le coefficient UEFA, et donc les futures places en coupes d'Europe des différents clubs français.
Le classement UEFA de la fin de saison 2014-2015 donne le classement et donc la répartition et le nombre d'équipes pour les coupes d'Europe de la saison 2016-2017.
| Rang 2015 | Rang 2014 | Évolution | Ligue      | 2010-2011 | 2011-2012 | 2012-2013 | 2013-2014 | 2014-2015 | Coefficient | Places en LC | Places en LC | Places en LC | Places en LE | Places en LE | Places en LE | Équipe en lice | Équipe en lice |
| Rang 2015 | Rang 2014 | Évolution | Ligue      | 2010-2011 | 2011-2012 | 2012-2013 | 2013-2014 | 2014-2015 | Coefficient | PG           | TB           | T3           | PG           | TB           | T3           | LC             | LE             |
| --------- | --------- | --------- | ---------- | --------- | --------- | --------- | --------- | --------- | ----------- | ------------ | ------------ | ------------ | ------------ | ------------ | ------------ | -------------- | -------------- |
| 1         | 1         | =         | Espagne    | 18,214    | 20,857    | 17,714    | 23,000    | 18,357    | 98,142      | 3            | 1            | -            | 1            | 1            | 1            | 1              | 1              |
| 2         | 2         | =         | Angleterre | 18,357    | 15,250    | 16,428    | 16,785    | 13,571    | 80,391      | 3            | 1            | -            | 1            | 1            | 1            | 0              | 0              |
| 3         | 3         | =         | Allemagne  | 15,666    | 15,250    | 17,928    | 14,714    | 15,571    | 79,129      | 3            | 1            | -            | 1            | 1            | 1            | 0              | 0              |
| 4         | 4         | =         | Italie     | 11,571    | 11,357    | 14,416    | 14,166    | 18,166    | 69,676      | 2            | 1            | -            | 1            | 1            | 1            | 1              | 0              |
| 5         | 5         | =         | Portugal   | 18,800    | 11,833    | 11,750    | 9,916     | 9,083     | 61,382      | 2            | 1            | -            | 1            | 1            | 1            | 0              | 0              |
| 6         | 6         | =         | France     | 10,750    | 10,500    | 11,750    | 8,500     | 10,916    | 52,416      | 2            | -            | 1            | 1            | 1            | 1            | 0              | 0              |
| 7         | 7         | =         | Russie     | 10,916    | 9,750     | 9,750     | 10,416    | 9,666     | 50,498      | 1            | -            | 1            | 1            | 1            | 1            | 0              | 0              |

### Coefficient UEFA des clubs engagés en Coupe d'Europe
Ce classement est fondé sur les résultats des clubs entre la saison 2010-2011 et la saison 2014-2015. Il sert pour les tirages aux sort des compétitions européennes 2015-2016. Seuls les clubs français sont ici présentés.
- Ligue des champions 2014-2015
- Ligue Europa 2014-2015

| Rang 2015 | Rang 2014 | Évolution | Club                   | 10-11  | 11-12  | 12-13  | 13-14  | 14-15   | Coefficient |
| --------- | --------- | --------- | ---------------------- | ------ | ------ | ------ | ------ | ------- | ----------- |
| 11        | 17        | +6        | Paris Saint-Germain FC | 14,150 | 9,100  | 27,350 | 26,700 | 23,1832 | 100,483     |
| 25        | 12        | -13       | Olympique lyonnais     | 19,150 | 19,100 | 14,350 | 16,700 | 3,6832  | 72,983      |
| 60        | 49        | -11       | Lille OSC              | 9,150  | 11,100 | 8,350  | 1,700  | 6,1832  | 36,483      |
| 68        | -         | -         | AS Monaco FC           | 2,150  | 2,100  | 2,350  | 1,700  | 23,1832 | 31,483      |
| 101       | 141       | +40       | EA Guingamp            | 2,150  | 2,100  | 2,350  | 1,700  | 11,1832 | 19,483      |
| 114       | 138       | +24       | AS Saint-Étienne       | 2,150  | 2,100  | 2,350  | 3,200  | 7,1832  | 16,983      |